# Lithocarpus elegans
Lithocarpus elegans (Blume) Hatus. ex Soepadmo – gatunek roślin z rodziny bukowatych (Fagaceae Dumort.). Występuje naturalnie w północnych Indiach, Nepalu, Mjanmie, Tajlandii, Malezji oraz Indonezji (na Sumatrze i Jawie). 

## Morfologia
PokrójZimozielone drzewo dorastające do 6–25 m wysokości. Kora jest popękana i ma brązowoszarawą barwę.
LiścieBlaszka liściowa jest nieco skórzasta i ma kształt od podłużnie eliptycznego do lancetowatego. Ma nasadę od ostrokątnej do rozwartej i ostry wierzchołek. Ogonek liściowy jest nagi i ma 5–25 mm długości.
KwiatySą zebrane w kłosy mierzące 20–30 cm długości. Kwiaty rozwijają się w kątach pędów.
OwoceOrzechy o jajowatym kształcie, dorastają do 15–25 mm długości. Osadzone są pojedynczo w łuskowatych miseczkach osiągających 10–23 mm średnicy.